# Преспа (озеро)
Пре́спа — назва двох прісноводних озер в Південно-Східній Європі, на кордоні Греції, Албанії і Північної Македонії. Від загальної площі озера 190 км² належить Північній Македонії, 84,8 км² — Греції і 38,8 км² — Албанії. Ці озера — найвище розташовані тектонічні озера на Балканах, лежать на висоті 853 м. Найбільше місто на озері — Ресен у Північній Македонії.
Озеро Велика Преспа (алб. Liqeni i Prespës, грец. Μεγάλη Πρέσπα, мак. Преспанско Езеро) поділено між Албанією, Грецією й Македонією; в озеро впадає річка Істочка-Река. Озеро Мала Преспа ( Μικρή Πρέσπα) поділено лише між Грецією (43,5 км²) та Албанією (3,9 км²). Між обома озерами розташовані гори Галичиця.
У X столітті болгарський цар Самуїл вибудував фортецю і церкву Святого Ахіллія на острові Агіос Ахиллиос на озері Мала Преспа, на грецькому боці. Найбільший острів на озері розташовано на Македонському боці Великої Преспи, він називається Голем Град («Велике Місто»). Він значно більший за інший острів Мале Град (в Албанії), на ньому розташовані залишки чоловічого монастиря XIV сторіччя, названого на честь святого Петра. Нині обидва острови не мають постійного населення.
Оскільки озеро Преспа розташоване на 150 м вище за Охридське озеро, і за 10 км на захід, вода з Преспи прямує через карстові тунелі і виходить у вигляді джерел, живлячи струмки, які прямують в Охридське озеро.
Протягом багатьох років грецька частина району озер Преспа була малозаселеною, напіввійськовою зоною, для проїзду в яку потрібно було отримувати спеціальний дозвіл. Під час громадянської війни у Греції тут відбувалися запеклі бої і більша частина населення згодом поїхала звідти, щоб уникнути злиднів і політичних чвар. До 1970-х район мало освоювався, пізніше Греція стала залучати в район туристів. Через достаток рідкісної фауни і флори 2000 року район оголошено транснаціональним парком.
2 лютого 2010 року міністерства довкілля Греції, Албанії і Північної Македонії, а також Європейська комісія підписали угоду, яка містить конкретні зобов'язання сторін з охорони довкілля і діяльності людини в регіоні озера Преспа.